# Fillmore (Illinois)
Fillmore – wieś w Stanach Zjednoczonych, w stanie Illinois, w hrabstwie Montgomery.